# Premio Lennart Nilsson
El Premio Lennart Nilsson es un premio sueco dado anualmente desde 1998 a fotógrafos que han destacado en el campo de la fotografía científica. El premio es otorgado por la Fundación Lennart Nilsson y está dotado con 100.000 coronas suecas.
Lennart Nilsson es un reconocido fotógrafo sueco que realizó la primera fotografía de un feto humano en 1965.

## Premiados
Hasta la fecha, el premio se ha entregado a los siguientes fotógrafos:
- 1998 : Nils Åslund
- 1999 : James Henderson
- 2000 : David Malin (Observatorio astronómico australiano)
- 2001 : David Doubilet
- 2002 : Oliver Meckes et Nicole Ottawa
- 2003 : David Barlow (Universidad de Southampton)
- 2004 : Göran Scharmer (Instituto para la Física Solar)
- 2005 : Frans Lanting
- 2006 : Satoshi Kuribayashi
- 2007 : Felice Frankel (Universidad de Harvard et Instituto Tecnológico de Massachusetts)
- 2008 : Anders Persson (Universidad de Linköping)
- 2009 : Carolyn Porco
- 2010 : Kenneth Libbrecht (Instituto de Tecnología de California)
- 2011 : Nancy Kedersha (Escuela Médica de Harvard)
- 2012 : Hans Blom[3]
- 2014 : Timothy Behrens (Universidad de Oxford)
- 2015 : Katrin Willig
- 2016 : Alexey Amunts[4]
- 2017 : Xiaowei Zhuang[5]
- 2018 : Thomas Deerinck[5]
- 2019 : Ed Boyden[5]